# Мусино (Біжбуляцький район)
Му́сино (рос. Мусино, башк. Муса) — присілок у складі Біжбуляцького району Башкортостану, Росія. Входить до складу Базлицької сільської ради.
Населення — 91 особа (2010; 115 в 2002).
Національний склад:
- татари — 76 %